# 王懿荣
王懿榮（1845年—1900年8月14日），字正孺，號廉生，山東登州府福山縣（今煙臺市福山区）人。晚清翰林，曾三任國子監祭酒。八國聯軍之役拜京師順天團練大臣，不願投降洋人，自殺殉國。追贈侍郎、榮祿大夫，諡文敏。王懿榮精通金石學，被普遍認為是甲骨文的最早發現者。

## 生平
王懿榮出身於官宦世家，祖父王兆琛官至山西巡撫，父王祖源官至四川成綿龍茂道觀察使。王懿榮自幼勤學，但不屑拘泥經學注疏。經過考核，任職戶部主事。
光緒六年（1880年），王懿榮考中庚辰科二甲進士，同年五月，改翰林院庶吉士。光緒九年四月，散館，授翰林院編修，曾數度上書建言。
光緒十二年（1886年）因父喪丁憂去職。守喪結束，出典河南鄉試。光緒二十年（1894年），大考一等，升侍讀。次年入直南書房，署國子監祭酒，特命在南书房行走，不由掌院学士保送（载继昌 (光绪进士)《行素齋雜記》）。中日甲午戰爭開始後，日軍佔據威海，登州大震。王懿榮請求歸鄉操練鄉勇，馬關和談之後返回京師，補祭酒。兩年後，又遭母喪，守制後復起故官。至此，王懿榮在幾年間已三任祭酒，“諸生翕服”。
光绪二十六年（1900年），庚子事變爆發，八國聯軍逼近燕京。王懿荣与侍郎李端遇同被任命爲京師順天團練大臣。王懿榮指出：「拳民不可恃，當聯商民備守禦。」但形勢已無法挽回。同年七月二十日（1900年8月14日），八国联军攻入東便門，王懿荣率眾抵抗失敗，回家對家人道：“吾義不可苟生”。家人跪泣勸阻，王懿榮不為所動，服毒自盡，未死，在牆上題下「主憂臣辱，主辱臣死。於止知其所止，此為近之」的絕命詞，投井自盡。其妻謝氏一同殉難。其事上聞，朝廷追贈侍郎、榮祿大夫，諡文敏。
王懿荣之子近代作家王崇焕（又王汉章）撰《清王文敏公懿荣年谱》（1924，由内务府汉军旗词人画家李孺作序）。

## 發現甲骨文
安阳殷墟之甲骨，初时土人得之，多售于药商，为药中龙骨，发现之人皆知为王廉生。日昨，周汉光来访，谈及此事，彼时适在王氏寓中居住，廉生其外祖也。廉生染病卧床，刘铁云深知医药，延之诊视，从鹤年堂药店购归药后，铁云正在王氏室中坐谈，见即取而检视，内有龙骨一味，纸启翻检，忽见残片上刻有文字，歴视数片皆然，惊告廉生，廉生从病床扶起，相对研求，以为古文字，灯下执玩，不知病尚在身也。时知为鹤年堂物，即夜派人往问，云从河南购来，尚有一大袋未研碎，廉生乃倾袋得之。后复派范贾至安阳大事搜罗，数千年湮没之殷墟文字从而发现矣。——王懿荣甥孙周汉光口述，王献唐记，〈记甲骨发现始末〉，《五灯精舍日记》，1935年12月28日

甲骨與甲骨文

王懿榮酷爱金石，喜欢收藏古董、珍玩，帝師翁同龢、軍機大臣潘祖蔭皆曾稱其博學。光緒二十五年（1899年），王懿荣身患瘧疾，派人前往药店抓药。由於王懿榮略通醫術，服藥時每味藥材，都親自查看。偶然中，他發現其中一味稱作龙骨的藥上刻有文字，於是將藥店的龍骨全部買下，并通過其他渠道廣泛收集。經過研究，金石功底深厚的王懿榮最終確定「龍骨」是中國上古——殷商時期的占卜用骨，而龍骨上刻畫的是比籀文更爲古老的文字，也就是後來所稱的甲骨文。此後，王懿榮開始大量收購甲骨，短時間內即得到一千五百多塊，並使甲骨文爲世人所知。
由於王懿榮發現甲骨文後一年即殉國，未能繼續對這些文字進行研究。王懿榮身故以後，其次子王崇烈（字漢輔），將其所藏甲骨全部售與劉鶚，後者在光緒二十九年（1903年）將其中部份甲骨選刻，出版《鐵雲藏龜》，并明確提出甲骨文爲“殷人刀筆文字”。從此，一門新的學科——甲骨學迅速興起。王懿榮對甲骨文的發現，爲中國歷史、中國文學史與考古學做出了巨大的貢獻。

## 著作
著有《福山金石志》、《天壤阁杂记》、《汉石存目》、《求阙文斋文存》，皆收入《王文敏公遗集》。

## 紀念

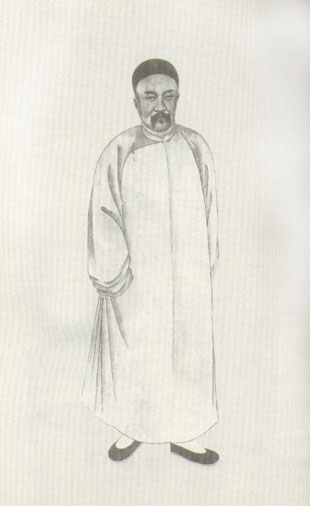
《清代學者象傳》之王懿榮像

王懿荣在北京的故居在今东城区王府井北面的锡拉。王懿榮墓在福山古现镇东村，民國時已被盜，墓毀於文化大革命。墓碑、旌表碑、神道碑等文物於近年被發現。今福山區建有王懿榮紀念館。
2009年，爲紀念王懿榮發現甲骨文110周年，中国殷商文化学会、山东省大舜文化研究会設立了旨在推动甲骨文字考释、促进甲骨学发展的“王懿荣甲骨学研究奖”。

## 延伸阅读
[在维基数据编辑]
 《清史稿·卷468》，出自趙爾巽《清史稿》
 在维基共享资源阅览影像

## 外部連結
- 王兆麟. 甲骨文发现一百年（页面存档备份，存于） 《炎黄春秋》1999年第10期